# Dadeville (Missouri)
Dadeville est un village du comté de Dade, dans le Missouri, aux États-Unis,. Situé à l'est du comté, il est incorporé en 1865. Le village était initialement baptisé Melville. Le village est rebaptisé en 1858 en référence au comté de Dade.

## Démographie
Lors du recensement de 2010, le village comptait une population de 234 habitants. Elle est estimée, en 2016, à 229 habitants.

## Source de la traduction
- (en) Cet article est partiellement ou en totalité issu de l’article de Wikipédia en anglais intitulé « Dadeville, Missouri » (voir la liste des auteurs).